# José Sabre Marroquín

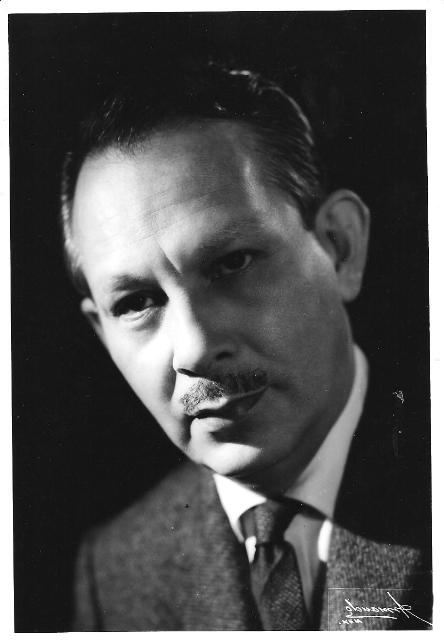
José Sabre Marroquín

José Sabre Marroquín (* 8. Dezember 1909 in San Luis Potosí; † 20. September 1995) war ein mexikanischer Komponist und Dirigent.

## Leben
Sabre hatte als Kind den ersten Musikunterricht bei seinem Vater, dem Pianisten und Dirigenten José Sabre Montiel, daneben auch bei Antonio Rodríguez und Gabriel Arriaga. Achtjährig spielte er als Schlagzeuger in einem Orchester seines Vaters Musik zu Stummfilmaufführungen in Teatro Othón. Dreizehnjährig übernahm er die Leitung dieses Orchesters, einige Jahre später die Leitung das Jazzorchesters im Casino von Monterrey. Dort lernte er Gonzalo Curiel kennen, der ihm die Möglichkeit einer Konzertreise als Begleiter von Alfonso Ortiz Tirado vermittelte.
Nach dieser Reise ließ er sich in Mexiko-Stadt nieder und arbeitete ab 1932 für den Rundfunksender XEW. 1935 komponierte er sein erstes Lied Gris nach einem Text von Ricardo López Méndez, das durch Aufnahmen mit Juan Arvizu, Pedro Vargas, Chucho Martínez Gil und Emilio Tuero bekannt wurde. Auf einer Südamerikareise entstand in Zusammenarbeit mit dem Sänger José Mojica das Lied Nocturnal, das ihn auch international als Komponist bekannt machte. Eine Version für Sinfonieorchester arrangierte er 1937 in Lima.
1938 gründete Sabre ein Streichorchester, mit dem er sich auf die Aufführung von Walzern spezialisierte. Zwischen 1943 und 1966 trat er in zahlreichen Programmen von XEW auf und begleitete Musiker wie Emilio Tuero, Conchita Martínez, Amanda Ledesma, Mercedes Simona, Mapy und Fernando Cortés. In einer achtzehnmonatigen Konzertreihe begleitete er mit einem Sinfonieorchester u. a. den Geiger Henryk Szeryng, die Pianisten Jorge Bolet und Witold Malkuzinsky sowie die mexikanischen Künstler Luz María Puente, María Teresa Rodríguez, José Kahan, Ramón Vinay und Irma González. Dreiundzwanzig Jahre war er musikalischer Leiter der Revista Musical Nescafé, einer mexikanischen Fernsehsendung, in der u. a. Agustín Lara, Silvia Pinal, Cantinflas, Pedro Infante, Jorge Negrete, Lucho Gatica, Johnny Mathis, Charles Trenet und Katina Ranieri auftraten.
Bei den Labels RCA Víctor, Orfeón und Musart spielte Sabre mit seinem Orchester Aufnahmen mit Angélica María, Lucho Gatica, Olga Guillot, Marco Antonio Muñiz, José José, Jorge Fernández, José Luis Caballero, Amparo Montes, Daniel Riolobos, Chucho Martínez Gil und anderen ein. Zwischen 1953 und 1971 hatte er verschiedene leitende Funktionen in der Sociedad de Autores y Compositores de México inne. 1968 war er musikalischer Leiter der Olympischen Sommerspiele in Mexiko-Stadt.
Mit der Lyrikerin Griselda Álvarez schuf Sabre 1974 die Hymne für die Zentralamerika- und Karibikspiele in Santo Domingo. Im Folgejahr war er musikalischer Leiter der Panamerikanischen Spiele, für die er die Hymne, die Canción Panamericana (Text von Ricardo "El Vate" López Méndez) und die offizielle Fanfare komponierte.